# Internationaux du Doubs - Open de Franche-Comté
L'Internationaux du Doubs - Open de Franche-Comté è stato un torneo professionistico di tennis giocato sul cemento indoor. Dalla prima edizione del 1996 al 1998 era un torneo satellite, dal 1999 all'ultima edizione del 2009 ha fatto parte dell'ATP Challenger Tour. Si giocava annualmente al Pôle Espoir Trébignon di Besançon, in Francia.

## Albo d'oro

### Singolare
| Anno | Campione           | Finalista              | Punteggio        |
| ---- | ------------------ | ---------------------- | ---------------- |
| 2009 | Kristof Vliegen    | Andreas Beck           | 6–2, 6(6)–7, 6–3 |
| 2008 | Marc Gicquel       | Alexander Peya         | 7–6(2), 6–4      |
| 2007 | Ernests Gulbis     | Édouard Roger-Vasselin | 6–4, 3–6, 6–4    |
| 2006 | Nicolas Mahut      | Frank Dancevic         | 6–3, 6–4         |
| 2005 | Gaël Monfils       | Christophe Rochus      | 6–3, 2–6, 6–3    |
| 2004 | Tomáš Berdych      | Julien Benneteau       | 6–3, 6–1         |
| 2003 | Cyril Saulnier     | Eric Taino             | 7–6(8), 6–4      |
| 2002 | Non disputato      | Non disputato          | Non disputato    |
| 2001 | Non disputato      | Non disputato          | Non disputato    |
| 2000 | Julien Boutter     | Julian Knowle          | 6–4, 7–6(4)      |
| 1999 | Ivan Ljubičić      | Lionel Roux            | 6–4, 6–2         |
| 1998 | Nicolas Thomann    | Nicolas Guillaume      | 6–3, 3–6, 6–2    |
| 1997 | Sébastien Grosjean | Nicolas Thomann        | 2–6, 7–5, 6–4    |
| 1996 | Aleksandar Kitinov | Lionnel Barthez        | 6–4, 6–4         |

### Doppio
| Anno | Campioni                                   | Finalisti                               | Punteggio           |
| ---- | ------------------------------------------ | --------------------------------------- | ------------------- |
| 2009 | Karol Beck Jaroslav Levinský               | David Škoch Igor Zelenay                | 2–6, 7–5, [10–7]    |
| 2008 | Philipp Petzschner (2) Alexander Peya (2)  | Yves Allegro Horia Tecău                | 6–3, 6–1            |
| 2007 | Christopher Kas (2) Alexander Peya (1)     | Grégory Carraz Gilles Müller            | 6–4, 6–4            |
| 2006 | Christopher Kas (1) Philipp Petzschner (1) | Jean-Claude Scherrer Lovro Zovko        | 6–2, 6–2            |
| 2005 | Jason Marshall Huntley Montgomery          | Michal Mertiňák Jean-Claude Scherrer    | 6(7)–7, 6–2, 6–3    |
| 2004 | Alexander Waske Rogier Wassen              | Kenneth Carlsen Gilles Elseneer         | 3–6, 7–5, 6–3       |
| 2003 | Jonathan Erlich Julian Knowle              | Richard Gasquet Nicolas Mahut           | 6–3, 6–4            |
| 2002 | Non disputato                              | Non disputato                           | Non disputato       |
| 2001 | Non disputato                              | Non disputato                           | Non disputato       |
| 2000 | Julien Boutter Michaël Llodra              | Stefano Pescosolido Vincenzo Santopadre | 6–4, 6(6)–7, 7–6(5) |
| 1999 | Juan Ignacio Carrasco Jairo Velasco, Jr.   | Martín García Cristiano Testa           | 6–1, 7–6            |
| 1998 | Justin Bower Nenad Zimonjić                | Henrik Andersson Radek Štěpánek         | w/o                 |
| 1997 | Lionnel Barthez (2) Grégory Carraz         | Ivo Heuberger Alexandre Strambini       | 3–6, 6–3, 7–6       |
| 1996 | Lionnel Barthez (1) Stéphane Simian        | Wade McGuire Michael Sell               | 6–3, 6–7, 6–4       |